# Ouona
Ouona är en ort i Burkina Faso.   Den ligger i regionen Boucle du Mouhoun, i den västra delen av landet, 210 km väster om huvudstaden Ouagadougou. Ouona ligger 355 meter över havet och antalet invånare är 3 170.
Terrängen runt Ouona är platt. Ouona är det största samhället i trakten.
Omgivningarna runt Ouona är en mosaik av jordbruksmark och naturlig växtlighet. Runt Ouona är det ganska tätbefolkat, med 75 invånare per kvadratkilometer.